# Sinabung
Sinabung je v současné době aktivní stratovulkán v Indonésii. Nachází se na ostrově Sumatra, asi 50 km jihozápadně od města Medan.

## Geologie
Masiv vulkánu je tvořený převážně andezity a dacity, jeho vrchol je ukončený sérií překrývajících se kráterů. Nejmladší z těchto kráterů je nejjižněji položený.

## Sopečná činnost
Aktivita ve formě fumarol byla v okolí vrcholu sopky pozorovaná naposledy v roce 1912. První erupce po 410 letech byla zaznamenána 29. srpna 2010. V předchozích dvou dnech seismologové zaznamenali zemětřesení o síle necelých 6 stupňů Richterovy stupnice. K erupci došlo kolem půlnoci začala z kráteru vytékat láva a 15 minut nato začala vytékat láva. Kouř a popel se dostal do výšky 1 500 metrů nad vulkánem a okolí bylo do vzdálenosti 30 km pokryto sopečným prachem. V okruhu 6 km kolem sopky vyhlásili úřady nebezpečnou zónu a z úpatí hory evakuovaly tisíce obyvatel z 18 vesnic. Vesničanům erupce zničila úrodu a mnoho jich mělo dýchací potíže. V oblasti byla částečně pozastavena letecká doprava. Následující noc došlo ke druhé erupci.
Další dvojí erupce následovala 3. listopadu 2013, po níž ze sopky stoupal sloup prachu vysoký až 7 kilometrů. Policie a armáda z okolí evakuovaly více než tisíc lidí. Nejméně 14 lidí zahynulo při erupci 1. února 2014. K jedné z větších erupcí došlo na konci prosince 2017. Vrchol sopky byl odtržen při erupci 19. února 2018. V roce 2020 nastala další erupce a popel ze sopky stoupal do výšky 5 km. V roce 2021 byla sopka aktivní opakovaně (2. března
a 28. července). Poslední erupce nastala v září 2021.